# Aptornis
Tot het geslacht Aptornis (ook: Apterornis, Engelse naam adzebills) van Nieuw-Zeeland behoorden twee soorten uitgestorven vogels, die van het Noordereiland (A. otidiformes) en die van het Zuidereiland (A. defossor). Samen vormen zij de familie Aptornithidae. Deze familie kwam alleen op Nieuw-Zeeland voor.
Aptornis was een forse vogel, met de grootte van een kleine moa. Aanvankelijk zijn zij dan ook daarmee verward. Zij hadden een enorme naar beneden gebogen puntige snavel en sterke poten. Ze konden niet vliegen en hadden sterk verkleinde vleugels, in vergelijking met hun lichaam nog kleiner dan die van de dodo. Hun carpometacarpus was opvallend gereduceerd (Livezey, 1994).
De twee soorten verschilden vooral in grootte. De noordelijke soort was de kleinste. Het is onbekend wat voor kleur zij hadden. Fossielen zijn gevonden in de drogere delen van Nieuw-Zeeland en alleen in het laagland. Richard Owen, die de twee soorten beschreef, vermoedde dat het een omnivoor was en analyse van de botten met isotoopanalyse ondersteunt dit idee. Verrijking in 13C en 15N voor twee specimens van Aptornis otidiformis vergeleken met de waarden van een moa, een Finscheend en insectenetende vogels zoals de uilnachtzwaluw deden denken dat Aptornis zich voedde met dieren die hoger stonden in voedselketen dan de insecteneters. Men denkt nu dat zij zich voedden met grote ongewervelden, hagedissen, tuatara's en mogelijk kleinere vogels.
Aptornis was nooit zo wijdverbreid als de moa, maar kreeg te maken met dezelfde ecologische druk als deze door de komst van de Māori. Zij waren al uitgestorven voor de Europeanen zich aandienden.

## Taxonomie
Traditioneel worden deze vogels tot de Gruiformes gerekend, maar het is inmiddels steeds duidelijker geworden dat deze 'orde' niet meer dan een samenraapsel van min of meer op elkaar gelijkende dieren is. Er zijn pogingen gedaan ze te verbinden met de Galloanserae (Weber & Hesse 1995). Hoewel het niet eenvoudig is DNA te winnen van een uitgestorven soort zijn er toch DNA-studies gedaan, die dan weer wel en dan weer niet een verband lieten zien met de kagoe van Nieuw-Caledonië en met de trompetvogels. De mogelijke relatie tot de kagoe is daarom interessant dat inmiddels gebleken is dat deze vogels een vrij unieke positie innemen samen met de zonneral. Bovendien is de geografie belangwekkend omdat beide eilanden onderdeel zijn van hetzelfde microcontinent en sommige onderzoekers zien in deze feiten een aanwijzing dat de soorten hun oorsprong in Gondwana hadden. Indien de Aptornithidae inderdaad aan de kagoe en de zonneral verwant zijn zouden zij thuis kunnen horen in de Metaves. De DNA-resultaten zijn echter niet bijster eenduidig. Indien DNA een verband met de trompetvogels aantoont zouden zij juist dichter bij de rallen en kraanvogels staan omdat de Psophiidae nog steeds tot de romp van de Gruiformes gerekend worden.